# Omroep Berg en Dal
Omroep Berg en Dal is de enige publieke lokale omroep voor alle dorpen en buurtschappen in de Nederlandse gemeente Berg en Dal.

## Geschiedenis
De omroep komt voort uit een fusie en werkt momenteel met circa 80 vrijwilligers, vanuit de studio's in Groesbeek. In 2020 tekenden de besturen van GL8 (de lokale omroep voor de gemeenten Heumen en Mook/Middelaar) en Omroep Berg en Dal een samenwerkingsovereenkomst om elkaar op redactioneel, commercieel en facilitair gebied te versterken.
Ook is er een samenwerking met Omroep Gelderland als mediapartner en als facilitator van de website en app. Dit wordt ook het "Local Grid" genoemd, waar ook andere lokale omroepen bij aangesloten zijn, zoals RN7.

### Radio
De omroep zendt 24 uur per dag muziek, amusement, sport en het lokale nieuws uit, via de ether, kabel en online.

### Tv-/kabelkrant
Dagelijks is de kabelkrant te zien waarop berichten en agenda's van verenigingen en stichtingen te zien zijn, maar ook plaatselijk nieuws en actualiteiten. Ook zijn er fotoreportages te zien van onder andere gemeentelijke evenementen. De cyclus van de tv-krant wordt dagelijks onderbroken door een lokaal weekjournaal. Bij specials zoals de politieke markt, heilige missen, vierdaagse, carnaval en de 4 mei-herdenking wordt de kabelkrant ook onderbroken.

### Online
Omroep Berg en Dal publiceert het lokale nieuws ook op haar website omroepbergendal.nl. Tevens zijn er ook mobiele telefoonapplicaties voor de iPhone/iPad en Androidtablets. Ook op sociale media is de omroep actief via Instagram, Twitter en Facebook.

### Fusie
Op 1 januari 2015 fuseerden de gemeenten Millingen, Ubbergen en Groesbeek tot één gemeente. Op dat moment waren er twee lokale omroepen in de nieuwe gemeente: RTV WFM en Omroep Groesbeek. Vanwege de Mediawet mocht er echter slechts één gesubsidieerde lokale omroep per gemeente zijn. Op 1 januari 2017 gingen beide omroepen op in de Omroep Berg en Dal.